# Olle Källström
Stig Olof (Olle) Erland Källström, född 27 april 1900 i Malmö S:t Pauli församling, död 8 mars 1983 i Skanörs församling, Malmöhus län
, var en svensk konstvetare.
Källström, som var son till teckningslärare Erik Källström och Ida Lindhe, avlade studentexamen i Malmö 1918, filosofie kandidat 1921 och filosofie licentiat 1928 vid Lunds universitet. Han blev filosofie doktor vid Stockholms högskola 1939 på en avhandling om medeltida kyrksilver. Han var förste amanuens vid Lunds universitets historiska museum 1922–1928, vid Riksantikvarieämbetet och Statens historiska museum 1928, var antikvarie där 1939–1953 samt landsantikvarie i Gävleborgs län och chef för Gävle museum 1953–1962. 
Källström deltog i svenska Asienexpeditionen 1924 (med vissa efterarbeten 1927) samt nyordningsarbeten i museerna i Växjö 1925 och Halmstad 1926. Han var sekreterare i centralkommittén för och ledare av insamlingen 1930–1932 till Gustaf Adolfsfonden för de svenska kulturminnesmärkenas vård. Han ledde vissa överflyttningsarbeten till Statens historiska museums nya byggnad 1936. Han var sekreterare i Stockholmsmuseernas luftskyddskommitté samt ledare för vissa därmed sammanhängande luftskydds- och evakueringsarbeten 1939–1940. Han skrev Medeltida kyrksilver förlorat genom Gustav Vasas konfiskation (doktorsavhandling. 1939), Renässansen (i Svenskt silversmide 1940–1941), Medeltidens ansikte (1945), Altare och funt (1948), medarbetare i Percy Ernst Schramm: Herrschaftszeichen und Staatssymbolik, Monumenta Germaniae Historica XIII (1954–1956), Frauenkrone-Brautkrone im Skandinawischen Mittelalter (1964) och artiklar i facktidskrifter. Han var prokurator i Malmö nation i Lund 1922–1924.